# Yamashita Reo
Reo Yamashita (sinh ngày 19 tháng 5 năm 1998) là một cầu thủ bóng đá người Nhật Bản.

## Sự nghiệp câu lạc bộ
Reo Yamashita đã từng chơi cho Gamba Osaka.